# Jean-Guy Astresses
Jean-Guy Astresses, né le 24 juin 1929 à Bordeaux et mort le 30 mars 2020 à Bordeaux,, est un footballeur français. Il évolue au poste de gardien de but.

## Biographie
Formé aux Coqs Rouges de Bordeaux, il intègre ensuite les rangs des Girondins de Bordeaux. 
Il officie en tant que doublure de Pierre Bernard, et accomplit des prestations intéressantes à chaque fois qu'on fait appel à lui.[réf. nécessaire]

## Carrière de joueur
- 1951-1956 :  Girondins de Bordeaux

## Palmarès
- Finaliste de la Coupe de France en 1955 avec les Girondins de Bordeaux